# Frakcja (polityka)
Frakcja polityczna (z łac. fractio „łamanie”) – zorganizowana i zdyscyplinowana grupa ludzi, która wyodrębniła się w ramach szerszego organizmu politycznego (nie zerwała z nim organizacyjnych powiązań). Jest ona świadoma własnych odrębności, które wynikają z akceptowania odmiennych idei, preferowania odmiennego stylu postępowania politycznego lub realizowania specyficznych celów.
Najczęściej wyróżnia się: frakcję partyjną oraz frakcję parlamentarną.

## Frakcja partyjna
Pozostaje w strukturze organizacyjnej partii. Jej liderzy, pomimo forsowania odmiennych propozycji programowych lub personalnych, podporządkowują się decyzjom najwyższych władz partyjnych. Występowanie frakcji partyjnych jest możliwe w organizacjach, które uznają zasady demokracji wewnątrzpartyjnej i unikają wyraźnego zdefiniowania swej tożsamości programowej (takie partie określane są niekiedy mianem „partii jako koalicji frakcji”).

## Frakcja parlamentarna
Skupia wszystkich reprezentantów danej partii zasiadających w parlamencie. Niejednokrotnie grupa ta przejmuje odpowiedzialność za kierowanie partią i realizację jej programu na forum parlamentu. Decyduje też o przekształcaniu postulatów programowych partii w wytyczne polityki państwa.
W Wielkiej Brytanii frakcja parlamentarna dzieli się na tzw. frontbenchers (z ang. „zasiadający w przednich ławach”), czyli elitę frakcji (liderów), oraz tzw. backbenchers (z ang. „zasiadający w tylnych ławach”), czyli szeregowych deputowanych. W Niemczech członek frakcji nie należący do partii to hospitant.